# Emblyna iviei
Emblyna iviei là một loài nhện trong họ Dictynidae.
Loài này thuộc chi Emblyna. Emblyna iviei được Willis J. Gertsch & Mulaik miêu tả năm 1936.